# European Archives of Psychiatry and Clinical Neuroscience
European Archives of Psychiatry and Clinical Neuroscience ist eine psychiatrische und neurologische Fachzeitschrift des Springer-Verlags.
1868 gründete Wilhelm Griesinger das Archiv für Psychiatrie und Nervenkrankheiten als Konkurrenz für die von „Anstaltspsychiatern“ geleitete Allgemeine Zeitschrift für Psychiatrie. Die Zeitschrift sollte eine von der Universitätspsychiatrie ausgehende modernere Psychiatrie fördern. Obwohl Griesinger bereits 1868 verstarb, wurde daraus eine der wichtigsten psychiatrischen Fachzeitschriften. Ab 1869 war Bernhard von Gudden zusammen mit Carl Friedrich Otto Westphal Herausgeber.
Von Band 68 (1921) bis 178 (1944) erschien die Publikation zwischenzeitlich als Zeitschrift für die gesamte Neurologie und Psychiatrie. Von Band 234 (1984) bis 239 (1989) nannte sie sich European Archives of Psychiatry and Neurological Sciences.
Laut ISI Web of Knowledge lag im Jahr 2014 der Impact-Faktor bei 3,525,  damit liegt die Zeitschrift in der Kategorie Klinische Neurologie an 47. Stelle von 192 Zeitschriften und in der Kategorie Psychiatrie an 38. Stelle von 140 Zeitschriften.